# روما لجستیکا
روما لجستیکا (انگلیسی: Rumo Logística) شرکت لجستیک برزیلی است، که در سال ۲۰۰۶ تأسیس شد.